# Gran Premi d'Abu Dhabi del 2021
El Gran Premi d'Abu Dhabi de Fórmula 1, la vintena-dosena i última cursa de la temporada 2021 ès disputat al Circuit de Yas Marina, del 10 al 12 de desembre del 2021.

## Qualificació
La qualificació es va celebrar el dia 11 de desembre.
| Pos                 | No | Pilot              | Constructor           | Part 1   | Part 2   | Part 3   | Sortida |
| ------------------- | -- | ------------------ | --------------------- | -------- | -------- | -------- | ------- |
| 1                   | 33 | Max Verstappen     | Red Bull-Honda        | 1:23.322 | 1:22.800 | 1:22.109 | 1       |
| 2                   | 44 | Lewis Hamilton     | Mercedes              | 1:22.845 | 1:23.145 | 1:22.480 | 2       |
| 3                   | 4  | Lando Norris       | McLaren-Mercedes      | 1:23.553 | 1:23.256 | 1:22.931 | 3       |
| 4                   | 11 | Sergio Pérez       | Red Bull-Honda        | 1:23.350 | 1:23.135 | 1:22.947 | 4       |
| 5                   | 55 | Carlos Sainz Jr.   | Ferrari               | 1:23.624 | 1:23.174 | 1:22.992 | 5       |
| 6                   | 77 | Valtteri Bottas    | Mercedes              | 1:23.117 | 1:23.246 | 1:23.036 | 6       |
| 7                   | 16 | Charles Leclerc    | Ferrari               | 1:23.467 | 1:23.202 | 1:23.122 | 7       |
| 8                   | 22 | Yuki Tsunoda       | AlphaTauri-Honda      | 1:23.428 | 1:23.404 | 1:23.220 | 8       |
| 9                   | 31 | Esteban Ocon       | Alpine-Renault        | 1:23.764 | 1:23.420 | 1:23.389 | 9       |
| 10                  | 3  | Daniel Ricciardo   | McLaren-Mercedes      | 1:23.829 | 1:23.448 | 1:23.409 | 10      |
| 11                  | 14 | Fernando Alonso    | Alpine-Renault        | 1:23.846 | 1:23.460 |          | 11      |
| 12                  | 10 | Pierre Gasly       | AlphaTauri-Honda      | 1:23.489 | 1:24.043 |          | 12      |
| 13                  | 18 | Lance Stroll       | Aston Martin-Mercedes | 1:24.061 | 1:24.066 |          | 13      |
| 14                  | 99 | Antonio Giovinazzi | Alfa Romeo-Ferrari    | 1:24.118 | 1:24.251 |          | 14      |
| 15                  | 5  | Sebastian Vettel   | Aston Martin-Mercedes | 1:24.225 | 1:24.305 |          | 15      |
| 16                  | 6  | Nicholas Latifi    | Williams-Mercedes     | 1:24.338 |          |          | 16      |
| 17                  | 63 | George Russell     | Williams-Mercedes     | 1:24.423 |          |          | 17      |
| 18                  | 7  | Kimi Räikkönen     | Alfa Romeo-Ferrari    | 1:24.779 |          |          | 18      |
| 19                  | 47 | Mick Schumacher    | Haas-Ferrari          | 1:24.906 |          |          | 19      |
| 20                  | 9  | Nikita Mazepin     | Haas-Ferrari          | 1:25.685 |          |          | 20      |
| 107% Temps:1:28.644 |    |                    |                       |          |          |          |         |
| Font:               |    |                    |                       |          |          |          |         |

## Resultats de la cursa

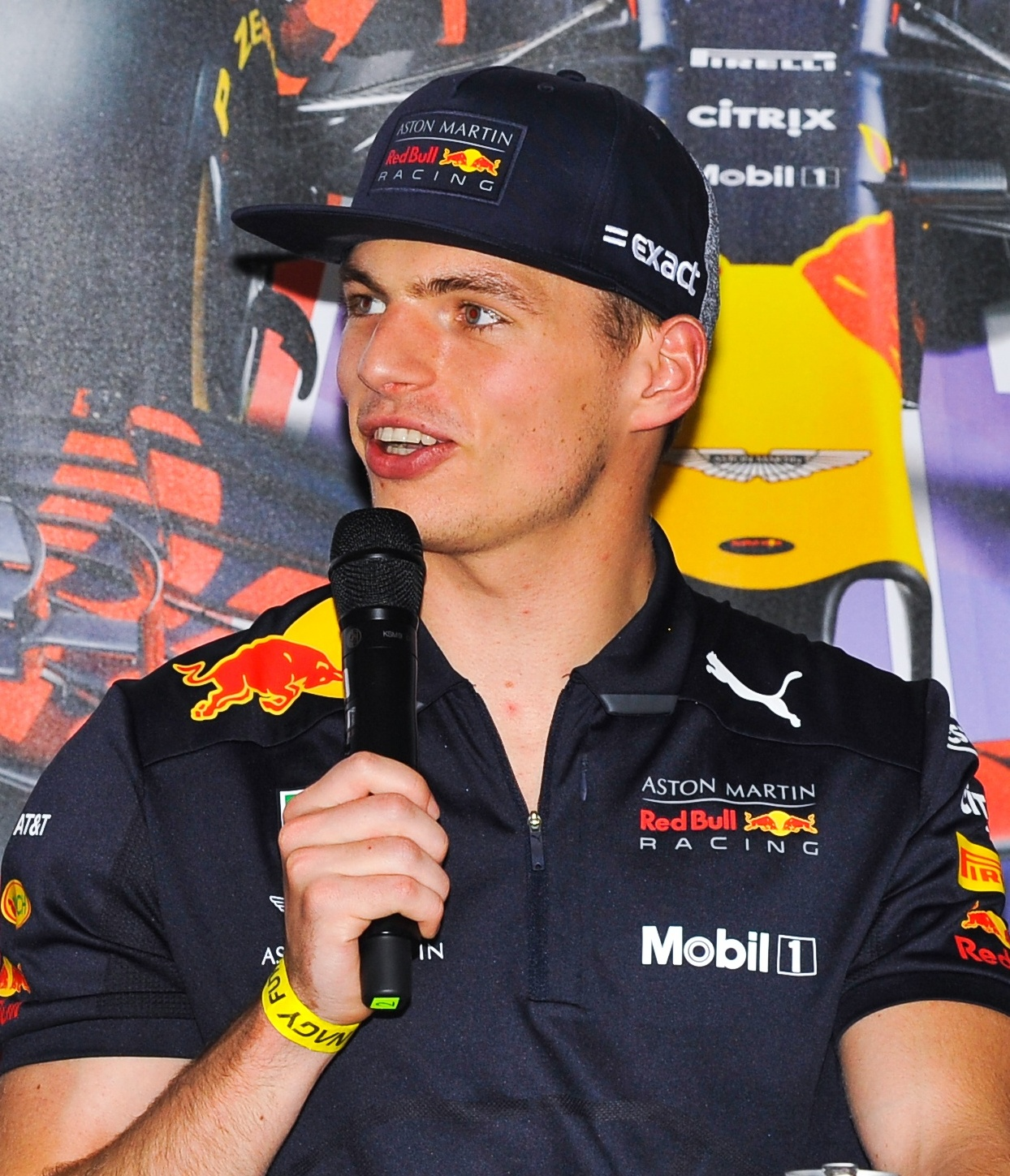
El pilot neerlandès Max Verstappen va guanyar la cursa i el seu primer títol mundial en la categoria.

La cursa es va celebrar el dia 12 de desembre.
| Pos                                                                     | No | Pilot              | Constructor           | Voltes | Temps / Retirada | Pos.Sortida | Punts |
| ----------------------------------------------------------------------- | -- | ------------------ | --------------------- | ------ | ---------------- | ----------- | ----- |
| 1                                                                       | 33 | Max Verstappen     | Red Bull-Honda        | 58     | 1:30:17.345      | 1           | 261   |
| 2                                                                       | 44 | Lewis Hamilton     | Mercedes              | 58     | +2.256           | 2           | 18    |
| 3                                                                       | 55 | Carlos Sainz Jr.   | Ferrari               | 58     | +5.173           | 5           | 15    |
| 4                                                                       | 22 | Yuki Tsunoda       | AlphaTauri-Honda      | 58     | +5.692           | 8           | 12    |
| 5                                                                       | 10 | Pierre Gasly       | AlphaTauri-Honda      | 58     | +6.531           | 12          | 10    |
| 6                                                                       | 77 | Valtteri Bottas    | Mercedes              | 58     | +7.463           | 6           | 8     |
| 7                                                                       | 4  | Lando Norris       | McLaren-Mercedes      | 58     | +59.200          | 3           | 6     |
| 8                                                                       | 14 | Fernando Alonso    | Alpine-Renault        | 58     | +1:01.708        | 11          | 4     |
| 9                                                                       | 31 | Esteban Ocon       | Alpine-Renault        | 58     | +1:04.026        | 9           | 2     |
| 10                                                                      | 16 | Charles Leclerc    | Ferrari               | 58     | +1:06.057        | 7           | 1     |
| 11                                                                      | 5  | Sebastian Vettel   | Aston Martin-Mercedes | 58     | +1:07.527        | 15          |       |
| 12                                                                      | 3  | Daniel Ricciardo   | McLaren-Mercedes      | 57     | +1 volta         | 10          |       |
| 13                                                                      | 18 | Lance Stroll       | Aston Martin-Mercedes | 57     | +1 volta         | 13          |       |
| 14                                                                      | 47 | Mick Schumacher    | Haas-Ferrari          | 57     | +1 volta         | 19          |       |
| 15                                                                      | 11 | Sergio Pérez       | Red Bull-Honda        | 55     | P. Mecànics      | 4           |       |
| Ret                                                                     | 6  | Nicholas Latifi    | Williams-Mercedes     | 54     | Col·lisió        | 16          |       |
| Ret                                                                     | 99 | Antonio Giovinazzi | Alfa Romeo-Ferrari    | 35     | Caixa del canvi  | 14          |       |
| Ret                                                                     | 63 | George Russell     | Williams-Mercedes     | 28     | Caixa del canvi  | 17          |       |
| Ret                                                                     | 7  | Kimi Raikkonen     | Alfa Romeo-Ferrari    | 27     | Fres             | 18          |       |
| NVC                                                                     | 9  | Nikita Mazepin     | Haas-Ferrari          | 0      | No va començar2  | 20          |       |
| Volta ràpida: Max Verstappen (Red Bull-Honda) – 1:26.103 (en el lap 39) |    |                    |                       |        |                  |             |       |
| Font:                                                                   |    |                    |                       |        |                  |             |       |

Notes
- ^1  – Inclòs 1 punt extra per la volta ràpida.
- ^2  – Nikita Mazepin no correrà perquè fou infectat per COVID-19.
- Max Verstappen va superar Lewis Hamilton en disputa directa a la última volta i s'torna el nou campió mundial de Fórmula 1, sent el primer neerlandès a guanyar el títol de la categoria.
- Lewis Hamilton perdrà el vuitè i cinquè títol consecutiu després de ser ultrapassat per Max Verstappen en la última volta i finalitzar en segon, una cosa que no passava des del 2016.
- L'equip alemany Mercedes AMG guanya el campionat de constructors per vuitena vegada consecutiva.
- Última cursa de Kimi Raikkonen i Antônio Giovinazzi a la Fórmula 1.
- Última cursa de George Russell per l'Williams i Valtteri Bottas per l'Mercedes.
- Última cursa dels motors Honda després de 7 anys del seu retorn en la categoria.
- Última cursa de Red Bull i AlphaTauri amb motors Honda a la Fórmula 1.
- Última cursa de les neumàtics Pirelli de 13 polegades en la categoria, que seran substituits per les neumàtics 18 polegades de la mateixa proveïdora a partir del 2022

## Classificació final després de la cursa
| Pos. | Pilot           | Punts | Canvis |
| ---- | --------------- | ----- | ------ |
| 1    | Max Verstappen  | 395,5 | =      |
| 2    | Lewis Hamilton  | 387,5 | =      |
| 3    | Valtteri Bottas | 226   | =      |
| 4    | Sergio Pérez    | 190   | =      |
| 5    | Carlos Sainz    | 158   | 2      |

| Pos. | Constructor      | Punts | Canvis |
| ---- | ---------------- | ----- | ------ |
| 1    | Mercedes         | 613,5 | =      |
| 2    | Red Bull-Honda   | 585,5 | =      |
| 3    | Ferrari          | 323,5 | =      |
| 4    | McLaren-Mercedes | 275   | =      |
| 5    | Alpine-Renault   | 155   | =      |